# HINARI

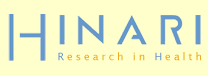
Logo du programme d'accès à la recherche en santé de HINARI, une organisation créée par l'Organisation mondiale de la santé (OMS).

HINARI (Health InterNetwork Access to Research Initiative) ou Interréseau-Santé initiative d'accès aux recherches est un programme mis sur pied par l’Organisation mondiale de la santé pour offrir un accès gratuit ou à bas prix aux pays en voie de développement à une collection scientifique en texte intégral dans les domaines de la médecine biologique et des sciences sociales.  Plus de 70 éditeurs participent au projet.  Près de 5500 titres de périodique sont disponibles en version électronique.  
Établi en 2002, le programme a pour objectif d’offrir un support pour la recherche et l’enseignement dans les pays où les institutions n’ont pas les moyens financiers pour accéder à une littérature spécialisée et couteuse.
Les critères d’admissibilités au programme sont en fonction du PNB par habitant.  Les moins bien nantis bénéficient d’un accès gratuit.  Les pays plus avancés ont un accès pour un tarif réduit.  